# 5748 Davebrin
5748 Davebrin este un asteroid din centura principală de asteroizi.

## Descriere
5748 Davebrin este un asteroid din centura principală de asteroizi. A fost descoperit pe 19 februarie 1991 la Observatorul Palomar de Eleanor Francis Helin. Asteroidul prezintă o orbită caracterizată de o semiaxă mare de 2,56 ua, o excentricitate de 0,15 și o înclinație de 12,9° în raport cu ecliptica.